# Albert King
Albert King, nacido Albert Nelson (25 de abril de 1923-21 de diciembre de 1992) fue un influyente guitarrista y cantante estadounidense de blues. Considerado uno de los Tres Reyes del Blues a la guitarra (junto a B.B. King y Freddie King), su altura de 1,95 m y sus 118 kg de peso le valieron el sobrenombre de The Velvet Bulldozer (la aplanadora de terciopelo).

## Biografía
Nacido como Albert Nelson en una humilde familia de Indianola, Misisipi, en una plantación de algodón donde trabajó sus primeros años. Una de sus más tempranas influencias musicales fue su propio padre, Will Nelson, que tocaba la guitarra habitualmente.  
Durante su infancia cantó en un grupo familiar de góspel en la iglesia local.

## Trayectoria

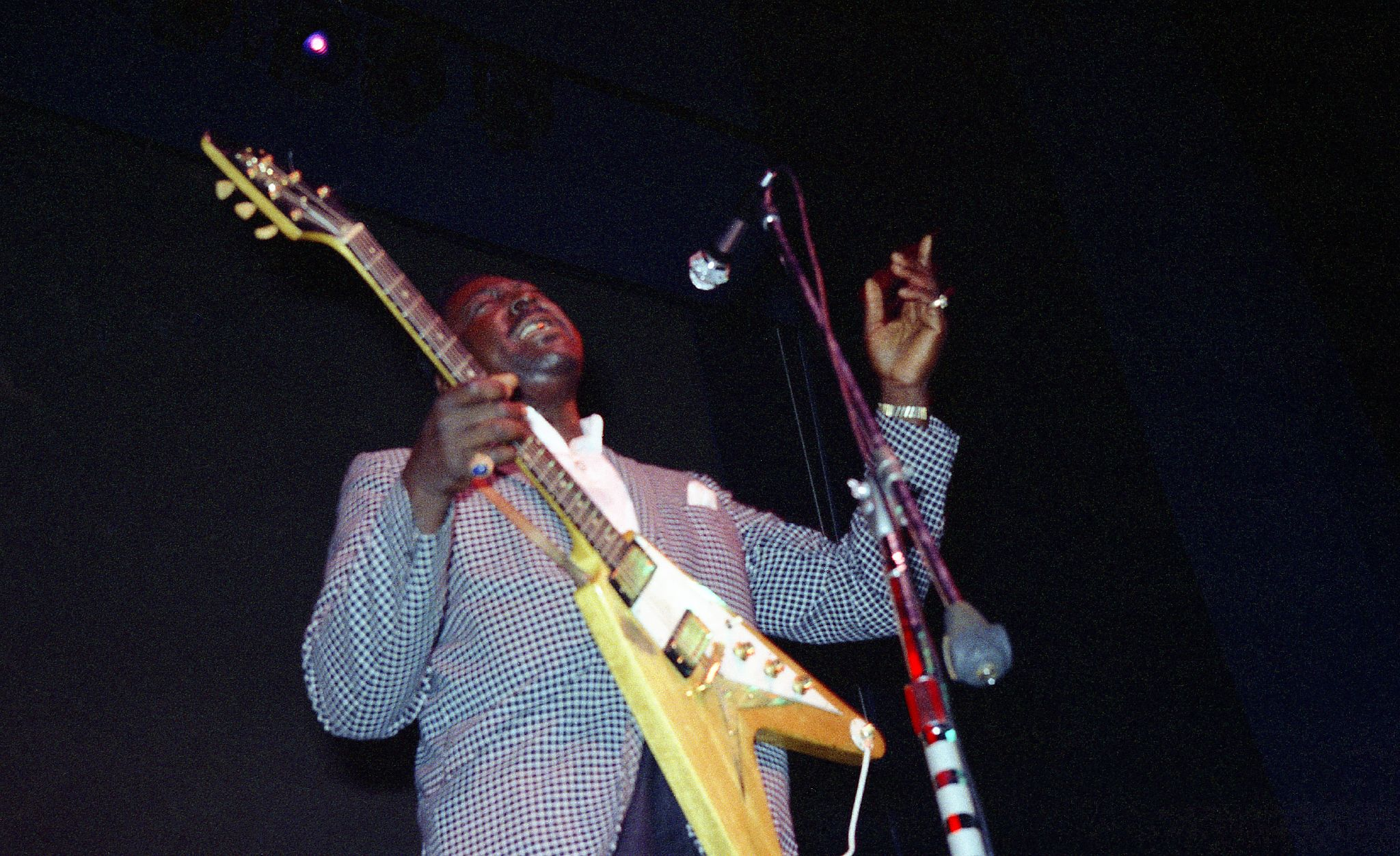
Albert King en el Fillmore East, 19 de octubre de 1968

KIng empezó a combinar su trabajo de día, como conductor de excavadoras, con el de guitarrista, su primer trabajo como profesional comenzaría con el grupo In the Groove Boys, en Osceola, Arkansas. Durante un tiempo también tocó la batería en la banda de Jimmy Reed. Pero su instrumento fundamental iba a ser la guitarra eléctrica, y su preferida fue la Gibson Flying V, a la que llamó Lucy. El sello característico de Albert King fue su forma de coger la guitarra: como intérprete zurdo la usaba invertida, pero a diferencia de otros guitarristas zurdos como Jimi Hendrix o Tony Iommi, King jamás invirtió el orden del encordado, de modo que para él las cuerdas más agudas permanecen arriba.
Su primer éxito fue I´m a Lonely Man, aparecido en 1959. Pero no fue hasta 1961 cuando logró su primer gran éxito, con Don't Throw Your Love on Me So Strong, número catorce en las listas R&B. En 1966 firmó con la famosa discográfica Stax y en 1967 apareció su legendario álbum Born Under A Bad Sign. La canción que dio el nombre al álbum (escrita por Booker T. Jones y William Bell) se convirtió en la canción más famosa de King y ha sido versionada por numerosos artistas (desde Cream hasta Homer Simpson). El 1 de febrero de 1968 King fue contratado por el promotor Bill Graham para una actuación en el Fillmore Auditorium en un concierto de varios artistas, entre los que estaba Jimi Hendrix. El concierto lo iniciaron los Soft Machine, teloneros de Hendrix durante varios conciertos de este a principios de 1968. El público estaba impaciente por ver a King y a Hendrix y cuando Soft Machine empezaron a tocar, la gente empezó a gritar el nombre de Albert King. Eso provocó el enfado del promotor Graham, que salió al escenario y reprochó al público su falta de respeto hacia los artistas que tocaban en ese momento. Aquellos que asistieron al concierto relataron que King se adueñó del recital, ya que la gente esperaba la electricidad de Hendrix pero King se los puso en el bolsillo gracias a sus mágicos dedos después de tocar un par de baladas. Uno de los grandes momentos ocurrió cuando fue capaz de sustituir una cuerda que se le había roto sin dejar de tocar. Cuando Hendrix salió al escenario lo primero que dijo fue: Ok, Albert King, he cogido la indirecta. Y se puso a tocar algunos de los acordes de King como homenaje.
En junio de 1970 acompañó a The Doors en su concierto de Vancouver en el Pacific Coliseum en uno de los mejores conciertos de la gira.
King influyó a muchos guitarristas de blues como Jimi Hendrix, Eric Clapton, Mike Bloomfield, Gary Moore, y Stevie Ray Vaughan. El solo de guitarra de Eric Clapton en el éxito de Cream, Strange Brew ( del álbum Disraeli Gears) es una emulación del solo de King en su éxito con Stax, Oh, Pretty Woman. En 1983 Albert King grabó junto a Stevie Ray Vaughan uno de los éxitos de ambos músicos In session. Unos años después Albert dio un concierto junto a B.B. King y otros artistas como Robert Cray, Etta James, Junior Wells. En 1988 Albert acudió como invitado junto a Stevie Ray Vaughan, Eric Clapton, Phil Collins, Gladys Knight, Paul Butterfield, Chaka Khan y Billy Ocean al especial B.B. King and Friends. Albert King, Big brother of blues como le llamaba cariñosamente B.B. King, y este actuaron juntos en el Japan Blues Carnival de 1989.
Una de las últimas actuaciones de Albert King sería en 1990 con el guitarrista Gary Moore en el álbum Still Got the Blues, con una nueva versión de Oh, Pretty Woman. Esta contribución llevó a que King apareciera como invitado en los conciertos de la gira europea de Moore, junto a Albert Collins.
King falleció de un ataque cardíaco el 21 de diciembre de 1992, en Memphis, Tennessee. Su nombre está incluido en el Paseo de la Fama de St. Louis.

## Premios y reconocimientos
En 1983, King se convirtió en miembro del Salón de la Fama del Blues, y en 2013 ingresó en el Salón de la Fama del Rock and Roll.

## Discografía
- 1962 The Big Blues, King Records
- 1967 Born Under a Bad Sign, Stax Records
- 1968 Live Wire/Blues Power, Stax Records
- 1969 Years Gone By, Stax Records
- 1969 King Of The Blues Guitar, Atlantic Records
- 1970 Blues For Elvis - King Does The King's Things, Stax Records
- 1971 Lovejoy, Stax Records
- 1972 I'll Play The Blues For You, Stax Records
- 1973 Blues At Sunset, Stax Records
- 1973 Blues At Sunrise, Stax Records
- 1974 I Wanna Get Funky, Stax Records
- 1974 Montreux Festival, Stax Records
- 1974 The Blues Don't Change, Stax Records
- 1974 Funky London, Stax Records
- 1976 Albert, Tomato Records
- 1976 Truckload Of Lovin' , Tomato Records
- 1977 I'll Play the Blues For You, Tomato Records (with John Lee Hooker)
- 1977 King Albert, Tomato Records
- 1979 New Orleans Heat, Tomato Records
- 1979 Chronicle, Stax Records (with Little Milton)
- 1983 Crosscut Saw: Albert King In San Francisco, Stax Records, In sesion Junto a Stevie Ray Vaughan
- 1984 I'm In A Phone Booth, Baby, Stax Records
- 1986 The Best Of Albert King, Stax Records
- 1986 The Lost Session, Stax Records (with John Mayall)
- 1989 Let's Have A Natural Ball, Modern Blues Recordings
- 1989 Live, Rhino Records
- 1990 Door To Door, Chess Records
- 1990 Wednesday Night In San Francisco, Stax Records
- 1990 Thursday Night in San Francisco, Stax Records
- 1991 Red House, Essential Records
- 1992 Roadhouse Blues, RSP Records

### Discos póstumos
- 1993 The Ultimate Collection, Rhino Records
- 1993 So Many Roads, Charly Blues Masters
- 1994 The Tomato Years, Tomato Records
- 1995 Mean Mean Blues, King Records
- 1996 Hard Bargain, Stax Records
- 1997 Born Under A Bad Sign & Other Hits, Flashback Records
- 1999 Blues Power, Stax Records
- 1999 The Very Best Of Albert King, Rhino Records
- 1999 A Truckload Of Lovin': The Best Of Albert King, Recall Records (UK)
- 1999 In Session, Stax Records (with Stevie Ray Vaughan)
- 2001 Guitar Man, Fuel 2000 Records
- 2001 I Get Evil: Classic Blues Collected, Music Club Records
- 2001 More Big Blues Of Albert King, Ace Records
- 2002 Blue On Blues, Fuel 2000 Records
- 2003 Talkin' Blues, Thristy Ear Records
- 2003 Blues From The Road, Fuel 2000 Records